# 金應麟
金应麟（1793年—1852年），字亚伯，钱塘人。清朝政治人物。同进士出身。
道光六年（1826年）登进士，授刑部主事。历任员外郎、江西道监察御史、给事中、福建乡试副考官，升任鸿胪寺卿、直隶按察使、大理寺少卿等职。道光二十三年，因母老辞职。

## 延伸阅读
[在维基数据编辑]
 《清史稿/卷378》，出自趙爾巽《清史稿》